# Вей Янь (художник)
Вей Янь (韋偃, дата народження й смерті невідомі, VIII ст.) — китайський художник часів династії Тан.

## Життєпис
Народився у столиці імперії Чан'ань. Наибільш повні відомості про життя і Вей Яня присутні у трактаті «Тан-чао мінхуа лу» («Записи про прославлених живописцях династії Тан») Чжу Цзінюаня, де йдеться, що Вей Янь, будучи уродженцем столиці, виїхав на південний захід імперії в область (сучасна провінція Сичуань), де жив відлюдником.

## Творчість
Вей Янь, на відміну від більшості живописців епохи Тан, працював переважно у станковому живописі і в жанрі пейзажу — шань-шуй (山水, «живопис гір і вод». Є відомості щодо 30 його творів, зокрема «Саньма ту» («Три коня»), «Сунши ту» («Сосни і камені»), «Губо ту» («Старий кипарис»), які доводять, що він створював роботи на найрізноманітніші теми.
Вей Янь увійшов в історію китайського живописа як майстер анімалістичного жанру, конкретно — зображення коней. Єдиним матеріальним свідоцтвом його творчості є сувій «Муфан ту» («Табун на випасі»), відомий в копії (46,3 х429, 8 см, шовк, туш, фарби, музей Гугун, Пекін). Картина є найграндіознішим твором в анімалістичному жанрі не тільки епохи Тан, але китайського станкового живопису в цілому. Простір сувою щільно заповнено зображеннями 1228 фігур коней, що скачуть, грають один з одним, валяються на траві, і 140 фігур людей — конюхів, пастухів і чиновників, які спостерігають за ними. Достаток деталей і складність композиції не виключають динамічності та експресії, особливо дивовижних у поєднанні з ретельністю опрацювання фрагментів. Очевидні також чудове знання художником натури і його вміння переконливо передавати різні ракурси і пози тварин й людей.
Вей Янь з повним правом можна назвати видатним художником-анімалістом Китаю і творцем особливого — «панорамного» варіанту анімалістичного жанру, в якому табуни коней зробилися мальовничим втіленням ідеї могутності держави (словосполучення «табун на випасі» є синонімом і омонімом терміна муфан — «управляти окраїнними землями», у переносному значенні — «тримати [варварів] в порядку»). Цей варіант анімалістичного жанру продовжив своє існування і в епоху Північної Сун, про що свідчать згадки картин під назвою «Байма ту» («Сто коней») в письмових джерелах. Зберігся анонімний твір на цей сюжет (26,7 х302, 1 см, шовк, туш, фарби, Музей Гугун, Пекін), що датується сучасними фахівцями 2-й пол. XI–XII ст., який імовірно є копією ще одного, під тією ж назвою, сувою Вей Яня.